# Nombre de Smarandache-Wellin
En mathématiques récréatives, le n-ième « nombre de Smarandache-Wellin » est la concaténation des n premiers nombres premiers écrits en base dix.
Ces nombres, ainsi nommés par Crandall et Pomerance d'après Florentin Smarandache et Paul R. Wellin[réf. nécessaire], forment la suite d'entiers  A019518 de l'OEIS : 2, 23, 235, 2 357, 235 711, etc.

## Nombres de Smarandache-Wellin premiers
Une infinité de nombres de Smarandache-Wellin sont composés.
La sous-suite des nombres de Smarandache-Wellin qui sont premiers est la suite A069151 de l'OEIS :
2, 23, 2 357, etc.
La suite des indices correspondants est la suite  A046035 :
1, 2, 4, 128, 174, 342, 435, 1 429 (?), etc. ?
On ignore si ces deux suites sont infinies et même si elles ont un huitième terme. Un candidat à être le huitième nombre de Smarandache-Wellin premier, le nombre d'indice 1 429, est un nombre premier probable qui s'écrit 235711…11927 et contient au total 5 719 chiffres ; il a été trouvé en 1998 indépendamment par Yves Gallot et Eric Weisstein. Aucun autre nombre de Smarandache-Wellin d'indice inférieur à 106 n'est premier.